# Proterospastis craurota
Proterospastis craurota är en fjärilsart som beskrevs av Edward Meyrick 1920. Proterospastis craurota ingår i släktet Proterospastis och familjen äkta malar. Inga underarter finns listade i Catalogue of Life.